# Gorran

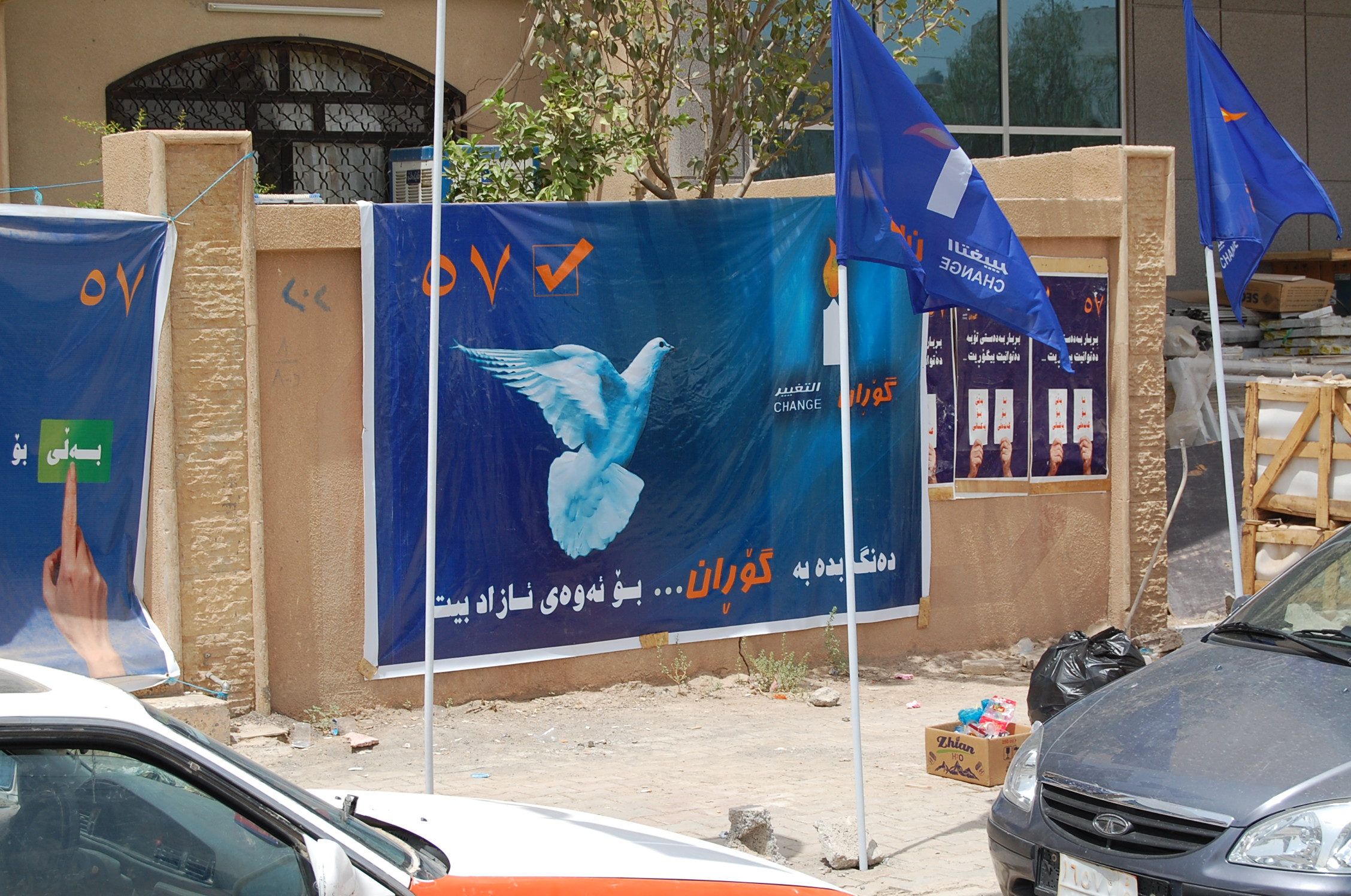
Wahlplakate der Liste für Wandel in Arbil 2009

Gorran  (kurdisch بزوتنه‌وه‌ی‌ گۆڕان Bzutineweyz Gorran), auch bekannt als Liste für Wandel (Lîstî Gorran) oder Bewegung für Wandel ist eine kurdische Partei in der autonomen Region Kurdistan, die von Nawschirwan Mustafa gegründet wurde. Sie entstand im Jahr 2009 als Opposition zur regierenden Zwei-Parteien-Koalition aus der Demokratischen Partei Kurdistan und der Patriotischen Union Kurdistans.

## Ziele und Mitglieder
Die Liste für Wandel veränderte die politische Landschaft in den kurdischen Gebieten des Irak. Die Unterstützung für die Bewegung stammt zum einen aus ihrem jungen, dynamischen Image, zum anderen aus ihrem Einsatz für nationale Versöhnung im Irak, so plädiert sie z. B. in Kirkuk für gemeinsames Engagement gegen Korruption über ethnische Grenzen hinweg. Sie ruft zu einem Ende des Machtmonopols von KDP und PUK auf. Eines der Hauptziele der Liste für Wandel ist es, die grassierende Korruption zu bekämpfen. Die Liste wirft der KDP und der PUK vor, dass sie eine schlechte Arbeit bei der Förderung kurdischer Interessen im Bundesparlament in Bagdad geleistet haben.
Die Partei ist aufgrund ihrer Kampagne gegen die Patronage vergleichsweise beliebt unter der Jugend in Kurdistan. Sie besteht überwiegend aus früheren PUK/KDP-Mitgliedern, aus ehemaligen Peschmerga und aus Akademikern. Die Unterstützer der Liste wurden bislang oft mit teils gewalttätigen Mitteln eingeschüchtert. Gorran wird als Hauptopposition zur KDP-PUK-Allianz betrachtet, speziell in den von der PUK dominierten Gebieten. Die meisten ihrer Mitglieder, einschließlich Nawschirwan Mustafa, sind ehemalige Funktionäre der PUK. Das bekannteste Mitglied ist, gemessen an den Stimmen bei der Parlamentswahl 2013, Ali Hama Saleh. Er kam auf etwa 140.000 Stimmen und war damit auch der meistgewählte Kandidat der Region Kurdistan.

## Geschichte
Das Programm der Partei für die Wahlen 2009 hatte zum Ziel, die Regionalregierung zu entpolitisieren, die Justiz zu stärken, die politische Einmischung in die Wirtschaft zu begrenzen und das Budget transparenter zu gestalten. Während die Bewegung den Föderalismus für Irakisch-Kurdistan unterstützt, betont sie auch, dass Unstimmigkeiten mit der Zentralregierung durch Dialog basierend auf der irakischen Verfassung gelöst werden könnten. Sie verlangt von ihren Kandidaten arabische Sprachkenntnisse.
Die Liste für Wandel gewann insgesamt 24 Sitze bei den Wahlen vom September 2013 was sie zur zweitstärksten Liste bei der Wahl direkt hinter der KDP machte. Die Partei sieht die Wahlergebnisse als großen Sieg. Sie erhielt in der Provinz Sulaimaniyya über 40 % der Stimmen und wurde stärkste Partei.
Im Jahre 2011 rief die Partei zum Rücktritt des Kabinetts sowie zur Auflösung der kurdischen Regionalregierung auf und unterstützte Proteste, die sich die Revolution in Ägypten 2011 zum Vorbild nahmen. Dies war begleitet von Aktionen gegen die beiden herrschenden Parteien. Nawschirwan Mustafa ging aber, vermutlich nachdem ihm inoffiziell eine Machtbeteiligung in der Kurdistanregion zugesagt wurde, auf Distanz zu den Protesten. Amnesty International und Human Rights Watch haben dazu gedrängt, dass die Proteste erlaubt werden sollten, und haben eine unabhängige Untersuchung der Todesfälle von Demonstranten angemahnt.
Im Oktober 2015 rief Gorran zu Protesten gegen die Regierung der Kurdistanregion und ihren Präsidenten Masud Barzani auf. Anlass waren zunächst ausbleibende Gehälter für Beamte und Soldaten der Peschmerga. Die Proteste in Sulaimaniyya und anderen Orten im Süden der Kurdenregion richteten sich jedoch auch gegen Barzanis Vorhaben, seine Amtszeit entgegen der Verfassung verlängern zu lassen, und nahmen einen gewalttätigen Charakter an. Büros der Barzani-Partei KDP wurden demoliert, zwei Personen wurden getötet. Barzani ließ daraufhin die Gorran angehörenden Minister der Region aus Erbil ausweisen und den Fernsehsender Gorrans schließen.
Am 17. Mai 2016 schlossen Gorran und die Patriotische Union Kurdistans ein Abkommen über eine politische Zusammenarbeit, das die Bildung von Allianzen im Parlament und gemeinsamen Listen bei Wahlen ermöglicht.
Nach dem Tod von Nawschirwan Mustafa wurde Omer Said zum Parteivorsitzenden gewählt. Gorran sprach sich gegen das Unabhängigkeitsreferendum im September 2017 aus und stellte seinen Anhängern die Stimmabgabe frei.